# Westfield (village, New York)
Pour les articles homonymes, voir Westfield).
Ne doit pas être confondu avec Westfield (New York).
Westfield est un village situé dans le comté de Chautauqua, dans l' État de New York, aux États-Unis. En 2020, il comptait une population de 2 993 habitants, estimée au 1er juillet 2021 à 2 969 habitants.

## Démographie
Lors du recensement de 2020, le village comptait une population de 2 993 habitants. Elle est estimée, en 2021, à 2 969 habitants.